# Hémoglobine C
 Mise en garde médicale
L'hémoglobine C, couramment symbolisée par HbC, est une hémoglobine anormale résultant d'une mutation génétique conduisant à la substitution d'un résidu de glutamate par un résidu de lysine en position 6 de la séquence de la sous-unité β-globine ; il s'agit par conséquent d'une substitution E6K, E et K étant respectivement les codes pour le glutamate et la lysine. Cette forme d'hémoglobine mutée réduit la plasticité des érythrocytes, provoquant une hémoglobinopathie généralement asymptomatique, hormis chez les homozygotes, pour lesquels elle demeure malgré tout bénigne.
L'affection à hémoglobine C se transmet de manière autosomique récessive, c'est-à-dire qu'elle ne se manifeste que chez les patients homozygotes, lesquels possèdent deux allèles altérés du gène HBB sur le chromosome 11.

## Caractérisation
Les patients hétérozygotes ne présentent pas d'anémie et leur sang contient entre 28 et 44 % d'hémoglobine C, tandis que les patients homozygotes ont une hémoglobine presque entièrement de forme C. Dans ce cas, on peut observer une splénomégalie légère à modérée (augmentation du volume de la rate), ainsi qu'une anémie hémolytique, résultant d'une destruction prématurée des érythrocytes. Un excès d'hémoglobine C est susceptible de réduire le nombre et la taille des érythrocytes dans le sang, ce qui conduit à une légère anémie. On peut observer occasionnellement un ictère, tandis que certains patients présentent des lithiases et que d'autres manifestent des douleurs musculosquelettiques passagères, notamment des douleurs articulaires.
La maladie peut être diagnostiquée par hémogramme, tandis que les frottis sanguins montrent des codocytes — érythrocytes minces semblant appauvris en hémoglobine et présentant un centre plus foncé évoquant une cible, d'où leur nom de « cellules cibles », ou target cells en anglais —, des microsphérocytes et des cristaux d'hémoglobine C.
Aucun traitement n'est généralement nécessaire. Une supplémentation en acide folique peut aider à produire des érythrocytes normaux et à réduire les effets de l'anémie.

## Combinaison avec la drépanocytose
La drépanocytose — une mutation E6V, semblable à celle de l'hémoglobine C mais avec de la valine à la place de la lysine — est une affection affectant significativement les populations originaires de régions historiquement impaludées, notamment d'Afrique subsaharienne, d'Europe méditerranéenne, du Moyen-Orient et d'Inde centrale, tandis que l'affection à hémoglobine C est le plus fréquence en Afrique de l'Ouest, par exemple au Nigeria chez les Yorubas, où elle offrirait également une certaine protection contre le paludisme. Aux États-Unis, où les statistiques sont exhaustives, on estime que 2 à 3 % de la population noire possède le gène HbC tandis que 8 % de la population noire possède le gène HbS de la drépanocytose. Il en résulte que la combinaison hétérozygote HbCS est plus fréquente que la combinaison homozygote HbCC.
Dans la mesure où l'hémoglobine C ne polymérise pas aussi facilement que l'hémoglobine S, il se forme moins d'érythrocytes falciformes, tandis que les frottis sanguins montrent une prédominance de codocytes. On observe moins de crises vaso-occlusives que chez les patients drépanocytaires homozygotes, mais davantage de rétinopathies, de nécrose ischémique osseuse et de priapisme.